# التسعة ميوزات

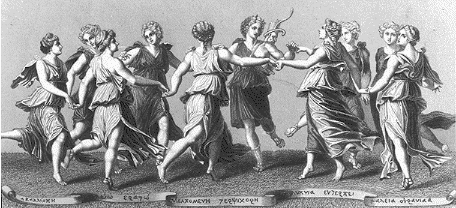
لوحة لفرانسسكو بارتولوزي عن رقصة أبولو مع الميوزات.

المُلهِمات التسع (بالإنجليزية: The Nine Muses)‏ أو الأشعار التي كُتبت بواسطة تسعة سيدات مختلفات عقب وفاة الشهير الراحل جون درايدن (بالإنجليزية: Poems Written by Nine severall Ladies Upon the death of the late Famous John Dryden)‏ (لندن: ريتشارد باسيت، 1700). هي عبارة عن مجلد من شعر الرثاء نُشر بأسماء قلمية. المساهمات كن كاتبات إنجليزيات، قامت كل واحدة منهن بالتوقيع على قصيدتها بأسماء الميوزات. وقد قامت ديلاريفير مانلي (التي كتبت كـ«ميلبوميني» و«ثاليا») بتحرير هذه المجموعة التي تحتوي على مقطوعات كُتبت بواسطة سوزانا سنتليفر (وفقاً لبلاين وآخرين) وسارة فيج إيجيرتون («إراتو» و«يوتيربي» و«تيربسيكوري») وماري بيكس («كليو») وكاثرين تروتر («كاليوبي») وسارة بيرس («أورانيا»). ولكن مازالت التي كتبت القصائد كـ«بوليهيمنيا» (من الخطابة) لم يتم التعرف عليها بعد، والأحرف الأولى لاسمها هي «السيدة د. و.».